# مداخله‌های خارجی ایالات متحده آمریکا
ایالات متحده آمریکا، در طول تاریخ خود، درگیر مداخلات بی‌شماری در خارج کشور بوده است. در ایالات متحده، دو طرز فکر غالب در مورد سیاست خارجی وجود داشته است، مداخله‌گرایی و عدم مداخله که به ترتیب مداخله خارجی، نظامی، دیپلماتیک و اقتصادی را تشویق یا نهی می‌کنند.
قرن نوزدهم، ریشه‌های مداخله‌گرایی ایالات متحده را شکل داد، که در آن زمان بیشتر تحت تأثیر فرصت‌های اقتصادی در اقیانوس آرام و آمریکای لاتین تحت کنترل اسپانیا همراه با دکترین مونرو بود که بر اساس آن، سیاست ایالات متحده، مقاومت در برابر استعمار اروپایی در نیم‌کره غربی بود.

## پسااستعمار

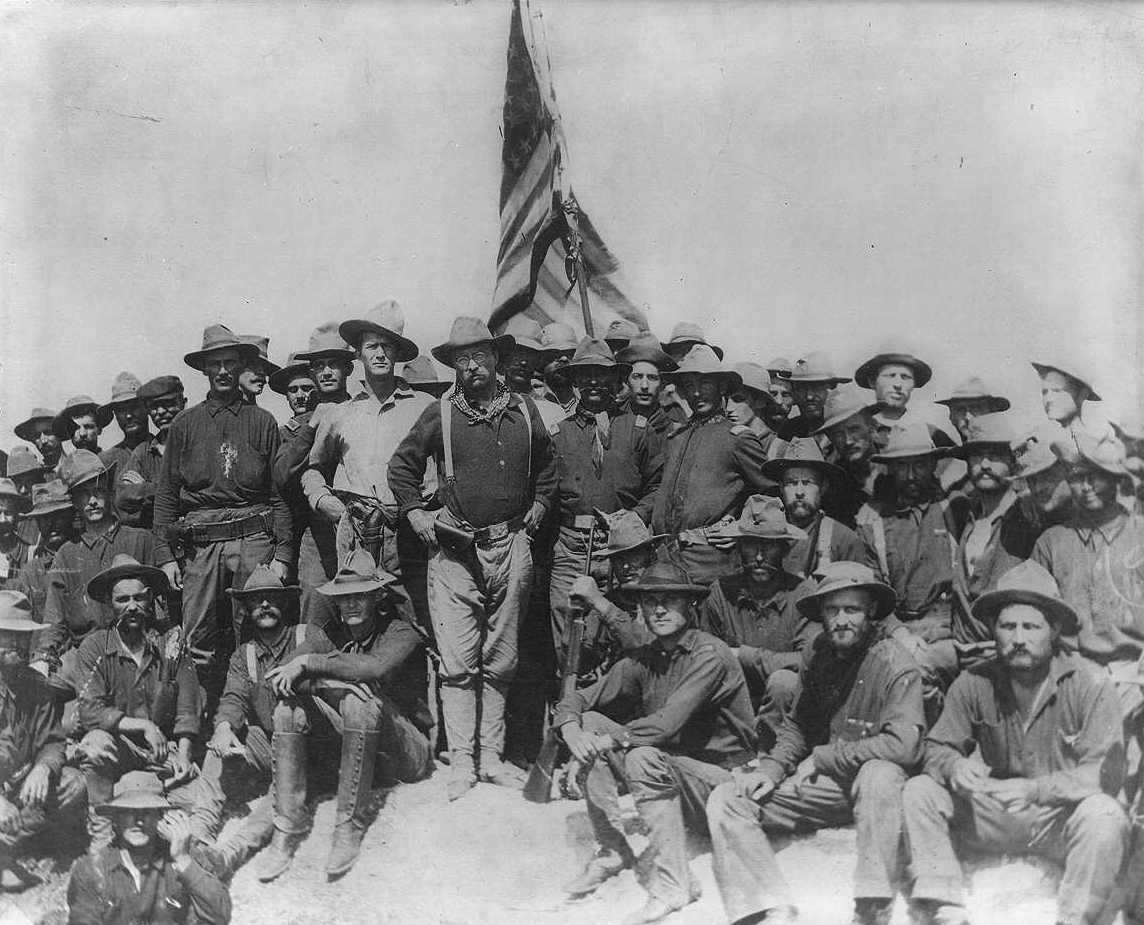
سرهنگ تئودور روزولت و سوارکاران خشن پس از تسخیر تپه سان خوآن در طول جنگ آمریکا و اسپانیا (۱۸۹۸)

در قرن نوزدهم، ایالات متحده از یک قدرت منطقه‌ای انزواطلب، پسااستعماری به یک قدرت فراتر از اقیانوس اطلس و آرام تبدیل شد.
اولین و دومین جنگ‌های بربری در اوایل قرن نوزدهم، اولین جنگ‌های خارجی بود که توسط ایالات متحده پس از استقلال انجام شد. جنگ بربری که علیه ایالات بربری شمال آفریقا انجام شد، هدفش پایان دادن به دزدی دریایی در برابر کشتی‌های با پرچم آمریکا در دریای مدیترانه، شبیه به شبه‌جنگ با جمهوری اول فرانسه بود.
تأسیس لیبریا به‌طور خصوصی توسط گروه‌های آمریکایی، در درجه اول انجمن استعمار آمریکا حمایت مالی می‌شد، اما این کشور از حمایت و همکاری غیررسمی دولت ایالات متحده برخوردار بود.

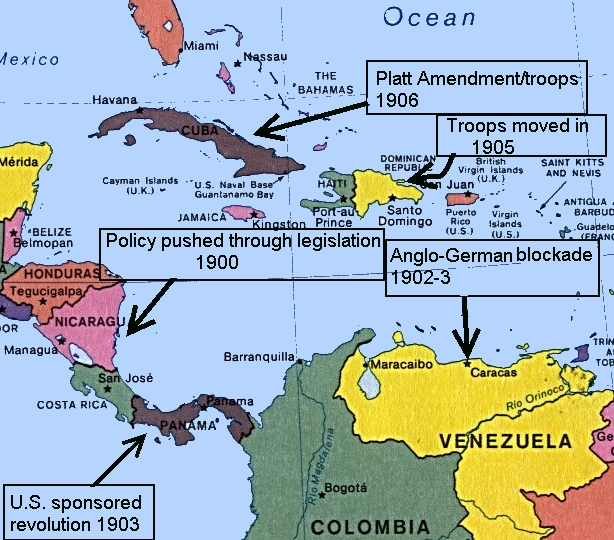
نقشه‌ای از آمریکای میانی، مکان‌های تحت تأثیر سیاست بیگ استیک تئودور روزولت را نشان می‌دهد.

### جنگ جهانی دوم

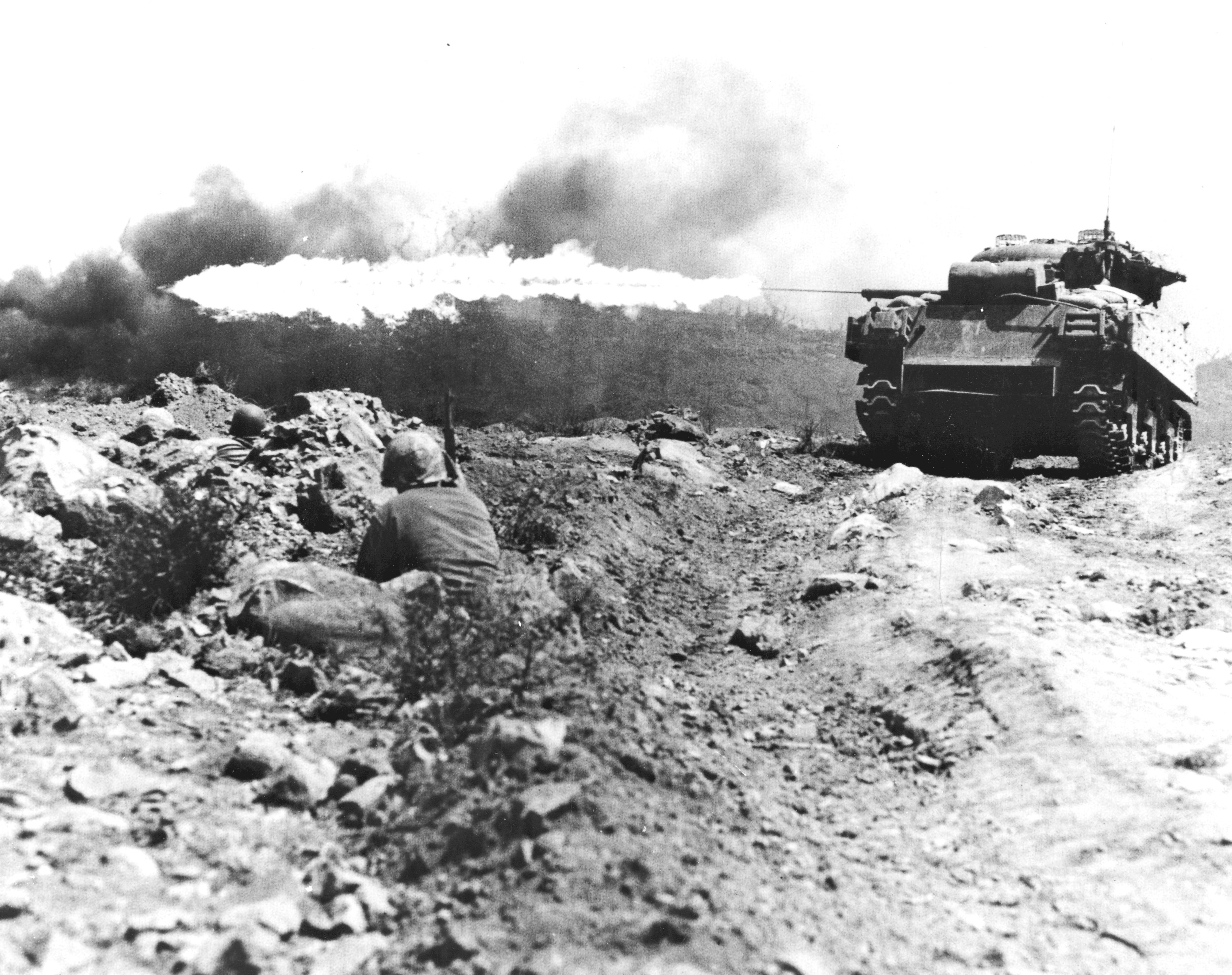
یک تانک ام۴ شرمن آمریکایی مجهز به شعله‌افکن در حال پاک کردن سنگر ژاپنی در نبرد ایووجیما در طول جنگ جهانی دوم

در طول جنگ جهانی دوم، ایالات متحده نیروهای خود را برای جنگ در اروپا، آفریقای شمالی و اقیانوس آرام گسیل داشت. ایالات متحده یک شرکت کننده اصلی در بسیاری از نبردها بود، از جمله نبرد میدوی، پیاده‌سازی در نرماندی و نبرد آردنن. در بازه زمانی بین ۷ دسامبر ۱۹۴۱ تا ۲ سپتامبر ۱۹۴۵، بیش از ۴۰۰٬۰۰۰ آمریکایی در درگیری کشته شدند. پس از جنگ، نیروهای آمریکایی و متفقین، آلمان و ژاپن را اشغال کردند.
ایالات متحده همچنین به تعداد زیادی از کشورها و جنبش‌هایی که مخالف قدرت‌های محور بودند، حمایت اقتصادی داد. این شامل برنامه وام و اجاره بود، که طیف گسترده‌ای از منابع و سلاح را به بسیاری از کشورها، به ویژه انگلیس و اتحاد جماهیر شوروی سوسیالیستی «قرض داد» که ظاهراً پس از جنگ بازپرداخت شود. در عمل، ایالات متحده غالباً برای بازپرداخت فشار نیاورد یا کالاها را با قیمت اسمی مانند ۱۰٪ ارزش آنها «فروخت». همچنین کمکهای قابل توجهی به فرانسه و تایوان و جنبش‌های مقاومت در کشورهای تحت اشغال محور ارسال شد.

## جنگ سرد

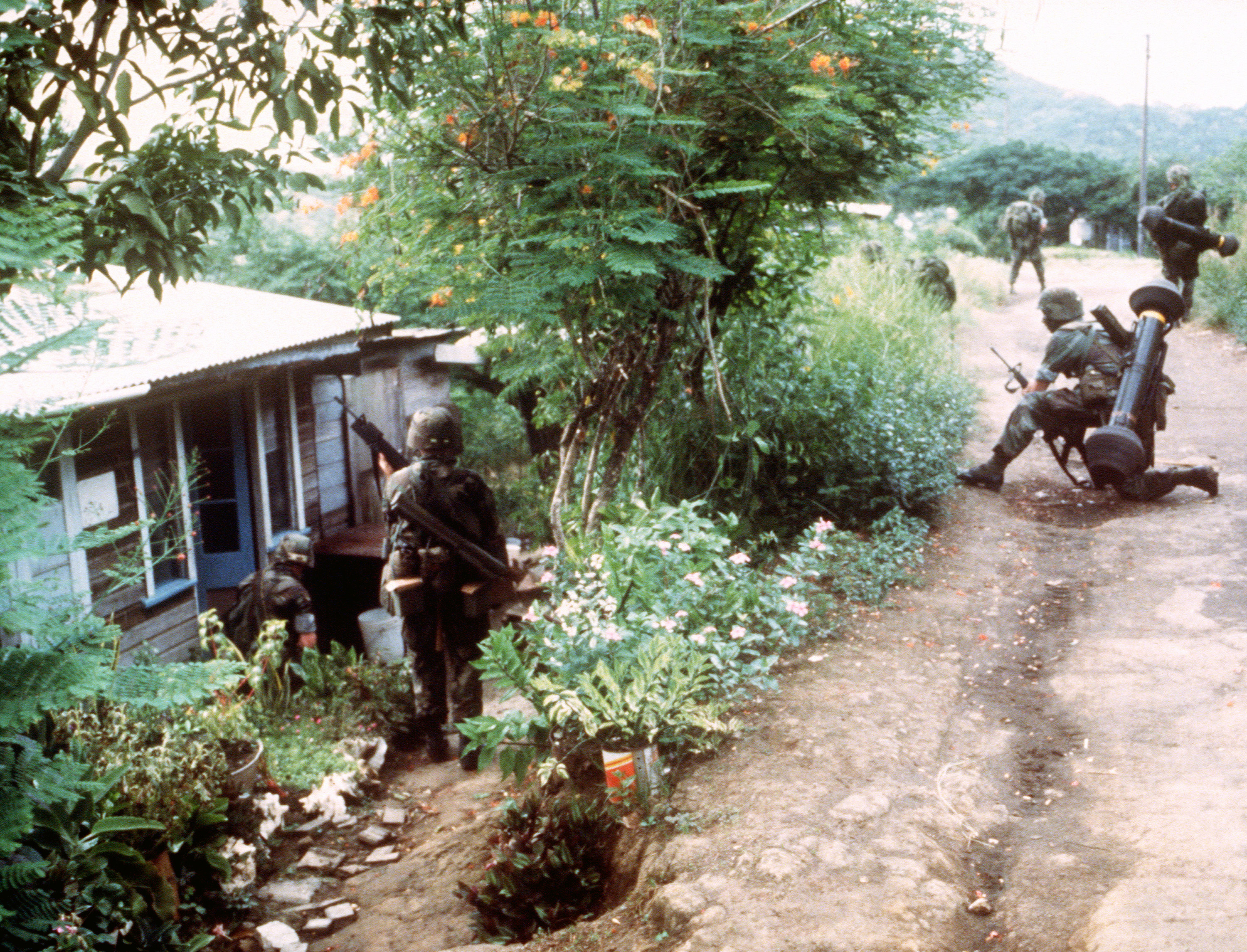
سربازان ارتش ایالات متحده در حال گشت‌زنی در گرانادا، طی «عملیات خشم فوری» در اکتبر ۱۹۸۳

پس از جنگ جهانی دوم، ایالات متحده در سال ۱۹۴۹ برای مقاومت در برابر گسترش کمونیسم به تشکیل پیمان آتلانتیک شمالی کمک کرد و از جنبش‌های مقاومت و مخالفان در رژیم‌های کمونیستی اروپای مرکزی و شرقی و اتحاد جماهیر شوروی در دوره جنگ سرد، حمایت کرد. یک نمونه، عملیات ضدجاسوسی پس از کشف پرونده خداحافظی است که برخی معتقدند در سقوط رژیم شوروی نقش داشته است. پس از آنکه ژوزف استالین، محاصره برلین را کلید زد، ایالات متحده، انگلیس، فرانسه، کانادا، استرالیا، نیوزیلند و چندین کشور دیگر «انتقال گسترده هوایی برلین غربی» را آغاز کردند و برلین غربی را با بیش از ۴۷۰۰ تن مایحتاج روزانه تأمین می‌کردند. خلبان نیروی هوایی ایالات متحده، گیل هالورسن، «عملیات ویتلز» را شروع کرد که به کودکان آلمانی، آب‌نبات عرضه می‌کرد. در ماه مه ۱۹۴۹، استالین عقب‌نشینی کرد و محاصره را رفع کرد. ایالات متحده میلیاردها دلار برای بازسازی اروپا و کمک به توسعه جهانی از طریق برنامه‌هایی مانند طرح مارشال هزینه کرد.

## پس از جنگ سرد

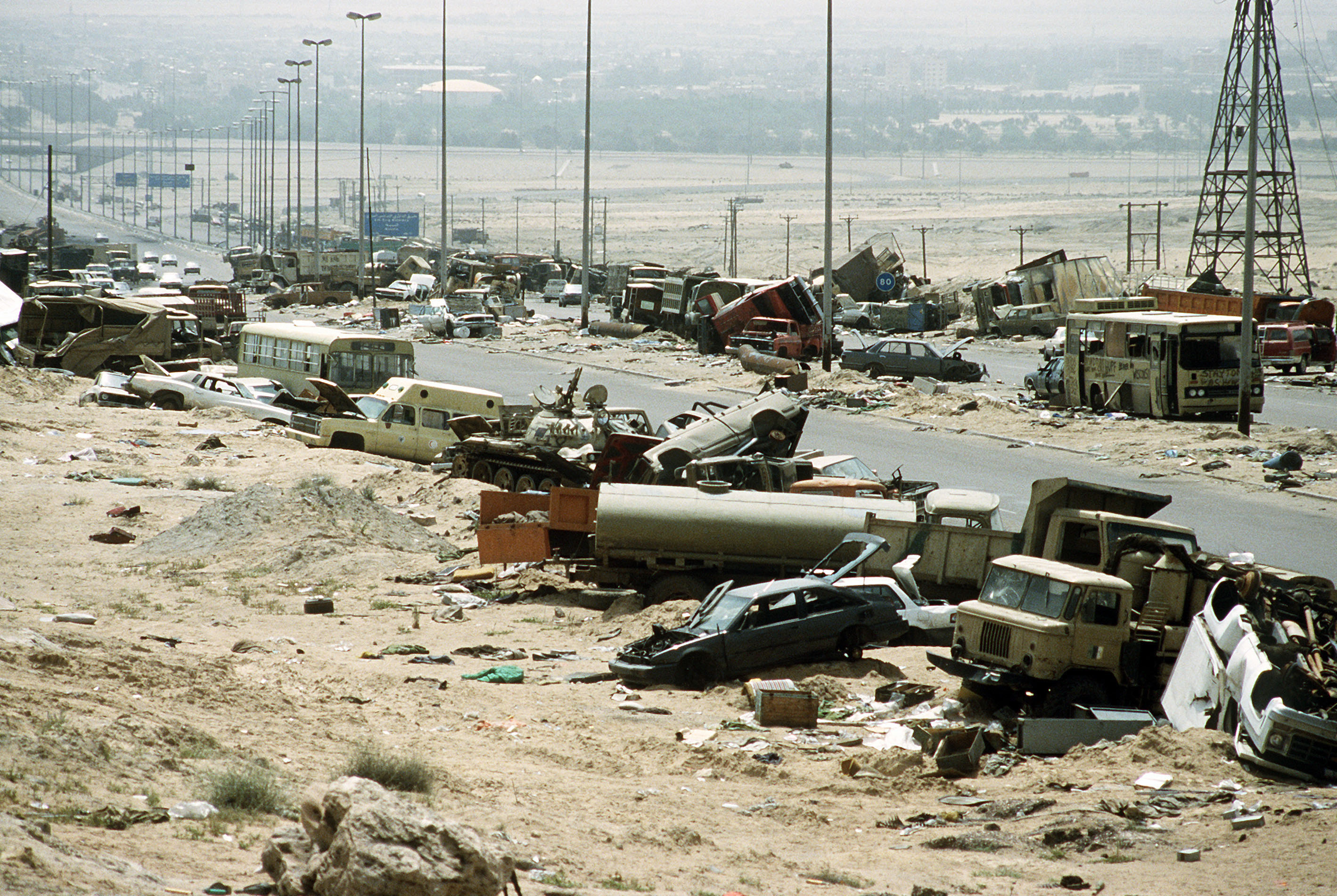
وسایل نقلیه منهدم شده در امتداد بزرگراه مرگ در ۱۹۹۱، میراث جنگ خلیج فارس.

در سال‌های ۱۹۹۰ تا ۱۹۹۱، ایالات متحده، پس از یک سری مذاکرات دیپلماتیک ناموفق، در کویت مداخله کرد و رهبری ائتلافی را برای دفع نیروهای متجاوز عراقی به رهبری صدام، دیکتاتور عراق، در جنگ خلیج فارس انجام داد. در ۲۶ فوریه ۱۹۹۱، ائتلاف موفق به بیرون راندن نیروهای عراقی شد. ایالات متحده، انگلیس و فرانسه به درخواست‌های شیعیان و کردهای مشهور در مورد مناطق پرواز ممنوع پاسخ دادند و مداخله کردند و مناطق پرواز ممنوع را در جنوب و شمال عراق ایجاد کردند تا از جمعیت شیعه و کرد در برابر رژیم صدام محافظت کنند. مناطق پرواز ممنوع، دسترسی صدام را به شمال کردنشین این کشور قطع کردند و در واقع به کردها خودمختاری اعطا کردند که تا زمان حمله ۲۰۰۳ به عراق به مدت ۱۲ سال فعال بودند.
در زمان رئیس‌جمهور، بیل کلینتون، ایالات متحده، در عملیات دموکراسی را به پادار، از مأموریت‌های سازمان ملل متحد برای بازگرداندن رئیس‌جمهور منتخب هائیتی، ژان-برتران آریستید به قدرت، پس از کودتای نظامی، شرکت کرد. در سال ۱۹۹۵، کلینتون به هواپیماهای آمریکا و ناتو دستور داد تا به اهداف صرب‌ها در بوسنی و هرزگوین برای جلوگیری از حملات به مناطق امن سازمان ملل و فشار دادن آنها به توافق صلح حمله کنند. کلینتون در اواخر سال ۱۹۹۵ نیروهای حافظ صلح آمریکایی را به بوسنی اعزام کرد تا موافقت‌نامه دیتون متعاقب را به پا دارند. کلینتون در واکنش به بمب‌گذاری‌های القاعده در سال ۱۹۹۸ در سفارت‌های ایالات متحده در شرق آفریقا که منجر به کشته شدن ده‌ها آمریکایی و صدها آفریقایی شد، دستور حمله موشکی کروز به اهداف در افغانستان و سودان را صادر کرد. هدف نخست، کارخانه دارویی الشیفا سودان، مظنون به کمک به اسامه بن لادن در ساخت سلاح‌های شیمیایی بود. دومین هدف، اردوگاه‌های آموزش تروریستی بن لادن در افغانستان بود.
همچنین، برای جلوگیری از پاک‌سازی قومی و نسل‌کشی آلبانیایی‌ها توسط ناسیونالیست‌های صرب در استان کوزووی جمهوری فدرال یوگسلاوی سابق، کلینتون اجازه استفاده از نیروهای مسلح ایالات متحده را در کارزار بمباران یوگسلاوی توسط ناتو در سال ۱۹۹۹، به نام عملیات متفقین داد.
سیا در تلاش ناکام کودتای ۱۹۹۶ علیه صدام حسین نقش داشت.

## جنگ علیه تروریسم و بهار عربی

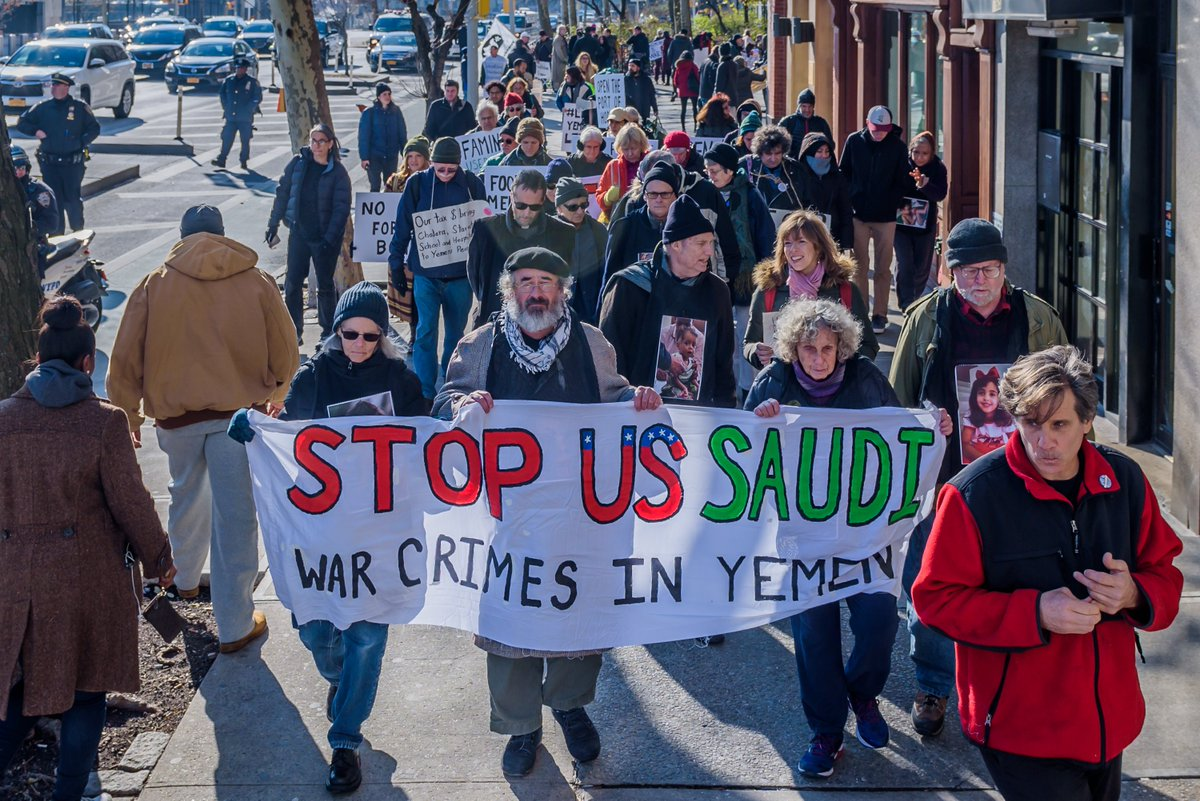

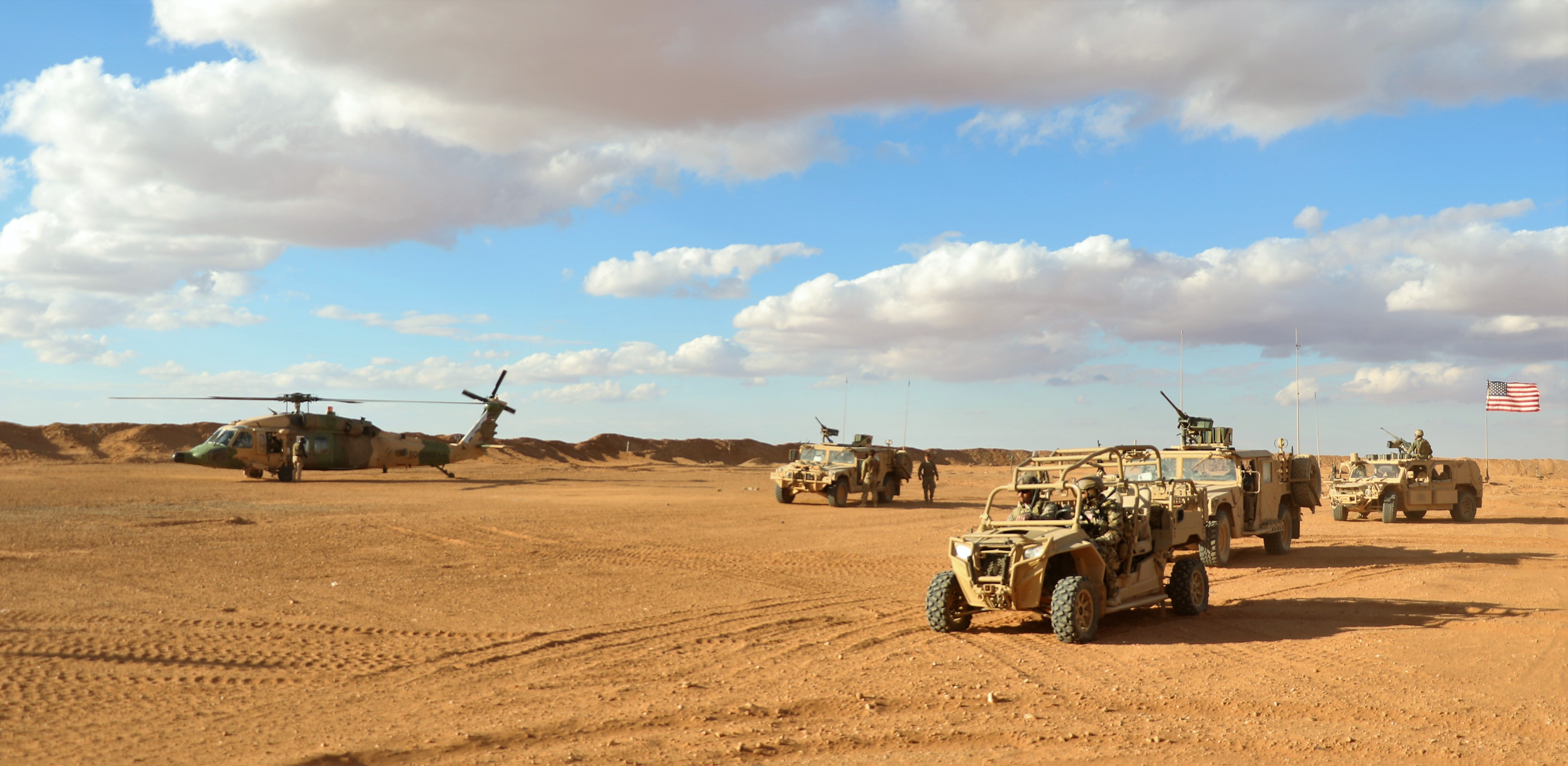
یک منطقه فرود در پادگان التنف، سوریه، در طول مداخله آمریکا در جنگ داخلی سوریه.

پس از حملات ۱۱ سپتامبر ۲۰۰۱ در دوره ریاست‌جمهوری جرج دابلیو. بوش، ایالات متحده و ناتو جنگ علیه تروریسم را آغاز کردند که شاهد مداخله‌ای برای ساقط کردن حکومت طالبان در جنگ افغانستان و آغاز حملات پهپادی و عملیات ویژه در افغانستان، پاکستان، یمن و سومالی علیه اهداف مشکوک تروریستی بود. در سال ۲۰۰۳، ایالات متحده و ائتلاف چندملیتی برای برکناری صدام حسین به عراق حمله کردند. افغانستان تا سال ۲۰۲۱، میزبان عملیات مبارزه با تروریسم و ضدشورش آمریکا و ناتو تحت نظارت مأموریت حمایت قاطع و عملیات نگهبان آزادی بود؛ در حالی که جنگ عراق رسماً در ۱۸ دسامبر ۲۰۱۱ پایان یافت. در کلمبیای جنگ‌زده، ایالات متحده از مقادیر زیادی کمک استفاده کرده و آموزش‌های ضد شورش را برای تقویت ثبات و کاهش خشونت ، در آنچه «موفقیت آمیزترین تمرین ملت‌سازی در این قرن توسط ایالات متحده» خوانده شده، ارائه داده است.
در سال ۲۰۱۱، ایالات متحده با پشتیبانی هوایی از نیروهای شورشی در جنگ داخلی لیبی مداخله کرد. در واشینگتن پست نیز گمانه زنی‌هایی مبنی بر اینکه باراک اوباما، رئیس‌جمهور آمریکا، اقدامی پنهانی انجام داد، در مارس ۲۰۱۱ کشف کرد که اوباما به سیا اجازه داد تا مخفیانه برای تأمین سلاح و پشتیبانی از مخالفان لیبی اقدام کند. در نهایت معمر قذافی سرنگون و کشته شد.
در مارس ۲۰۱۵، اوباما اعلام کرد که به نیروهای آمریکایی اجازه داده است که از عربستان سعودی در مداخله نظامی خود در یمن، حمایت لجستیکی و اطلاعاتی کرده و «واحد برنامه‌ریزی مشترک» را با عربستان سعودی تأسیس کنند.